# Acarigua
Acarigua es una ciudad que se puede  encontrar en el centro occidente de Venezuela, capital del municipio Páez en el estado Portuguesa. Actualmente la ciudad de Acarigua posee más de 400 000 habitantes de población. Cuenta con un bajo PIB per cápita conforma una sola unidad urbana junto con la ciudad de Araure y es la urbe más poblada de la región de los llanos venezolanos. Acarigua es la ciudad más poblada del Estado Portuguesa y de todos los Llanos Venezolanos. Está considerada como el granero de Venezuela.
Los primeros relatos sobre el territorio de Hacarygua está basada en los escritos de Nicolás Federmann, el conquistador alemán, quien llegó a un primitivo poblado indígena el 15 de diciembre de 1530 y se dirigió al territorio de la Llanura Suroccidental en busca de la mítica ciudad de "El Dorado"
El río Acarigua, afluente del río Portuguesa, le da un gran apoyo a todo el desarrollo agrícola de la región. Las actividades agropecuarias convirtieron Acarigua-Araure en un polo de desarrollo. El cultivo tecnificado llenó a la ciudad de silos para guardar la gran producción agrícola de arroz, caña de azúcar, maíz, ajonjolí, tomate y otros rubros, convirtiéndola en el granero del país.

## Toponimia
El nombre Acarigua proviene de la palabra indígena Hacarygua, dada por la tribu primitiva que habitaba en la zona. El nombre de San Miguel de Acarigua sigue la tradición católica española de nombrar las ciudades con el nombre de los santos el día en que se fundó la fundación. Como patrón de la ciudad "San Miguel Arcángel", es conocida como "Capital agrícola e industrial de Venezuela" y "Capital llana de Venezuela".

## Historia

### Época precolombina
El nombre de la ciudad proviene de la tribu gayón hacarygua que habitaba la zona, y a su vez, el nombre de esta tribu proviene del vocablo indígena akaregua, de akare ‘caimán’, y gua ‘agua’; es decir, ‘Lugar de Caimanes’. Los Gayones de Hacarygua provienen del pueblo Gayón, cuyo término significa “Hermano”, eran una etnia agrícola y sedentaria poblaban la serranía de Matatere, la cordillera de Sanare, el río Claro, serranía de El Tocuyo, depresión de Quíbor al noroeste de Barquisimeto, Bobare, entre otros.

### Colonización española
Los primeros relatos sobre el territorio de Hacarygua están asentados en los escritos dejados por el conquistador alemán Nicolás Federmann quien llegó a la primigenia aldea indiana el 15 de diciembre de 1530, de paso a los territorios de los llanos del suroeste en busca de la Mítica Ciudad de «El Dorado».
Desde 1579, existen registros fidedignos de que en el Valle de Hacarygua se hallaban alrededor de 25 encomiendas, atendidas por vecinos de la Ciudad de Nueva Segovia de Barquisimeto; productoras de cacao, maíz, algodón y tabaco; cuyos frutos eran transportados en arreos de mulas hasta el Puerto de Nueva Zamora de Maracaibo.
Tal era la importancia de aquellos lugares, que el Obispo de Venezuela fray Antonio de Alcega en 1608, de visita en Barquisimeto, decide nombrar un sacerdote doctrinero que cumpliera con el mandato de pregonar la palabra santa y educar las almas bajo su dirección; esta responsabilidad recaerá en el presbítero Antonio de Esteves quien permanece en este puesto hasta 1615 año en que se retira a Caracas, para ingresar como monje en un convento franciscano. Al quedar desierto el puesto, el obispo mexicano Juan de Bohórquez, el 24 de septiembre de 1615, lo declara vacante y abierto a oposición. Para este cargo aparecerán tres calificables que fueron, Antonio Luis de Urquiolaegui, Lucas Gomes y Juan Bernardo de Quiroz. Este último será el escogido por aptitud para asumir las riendas de ese curato de encomiendas en aquel lugar.

### Primera fundación
Con la llegada del gobernador y capitán general de la Provincia de Venezuela, Francisco de la Hoz Berrio y Oruña, a la ciudad de Barquisimeto comenzando 1620, no se tardará mucho tiempo en organizar una misión pobladora hacia el Valle de Hacarygua. Para esta tarea se comisionó como Juez Poblador al capitán Diego Gómez de Salazar, habitante de esa ciudad, quien también era poseedor de un repartimiento en aquel valle. Una vez seleccionado el sitio de Bocoy, de la Sabana de Choro, como terreno más propicio para el emplazamiento, se procuró dar aviso a los distintos grupos de indios diseminados alrededor del punto seleccionado, de que se reunieran en una sola agrupación, para así fundar un nuevo asentamiento, de la mano de Francisco de la Hoz Berrio y Oruña, el 29 de septiembre de 1620; con la doctrina de su fiel sacerdote el toledano Juan Bernardo de Quiroz.

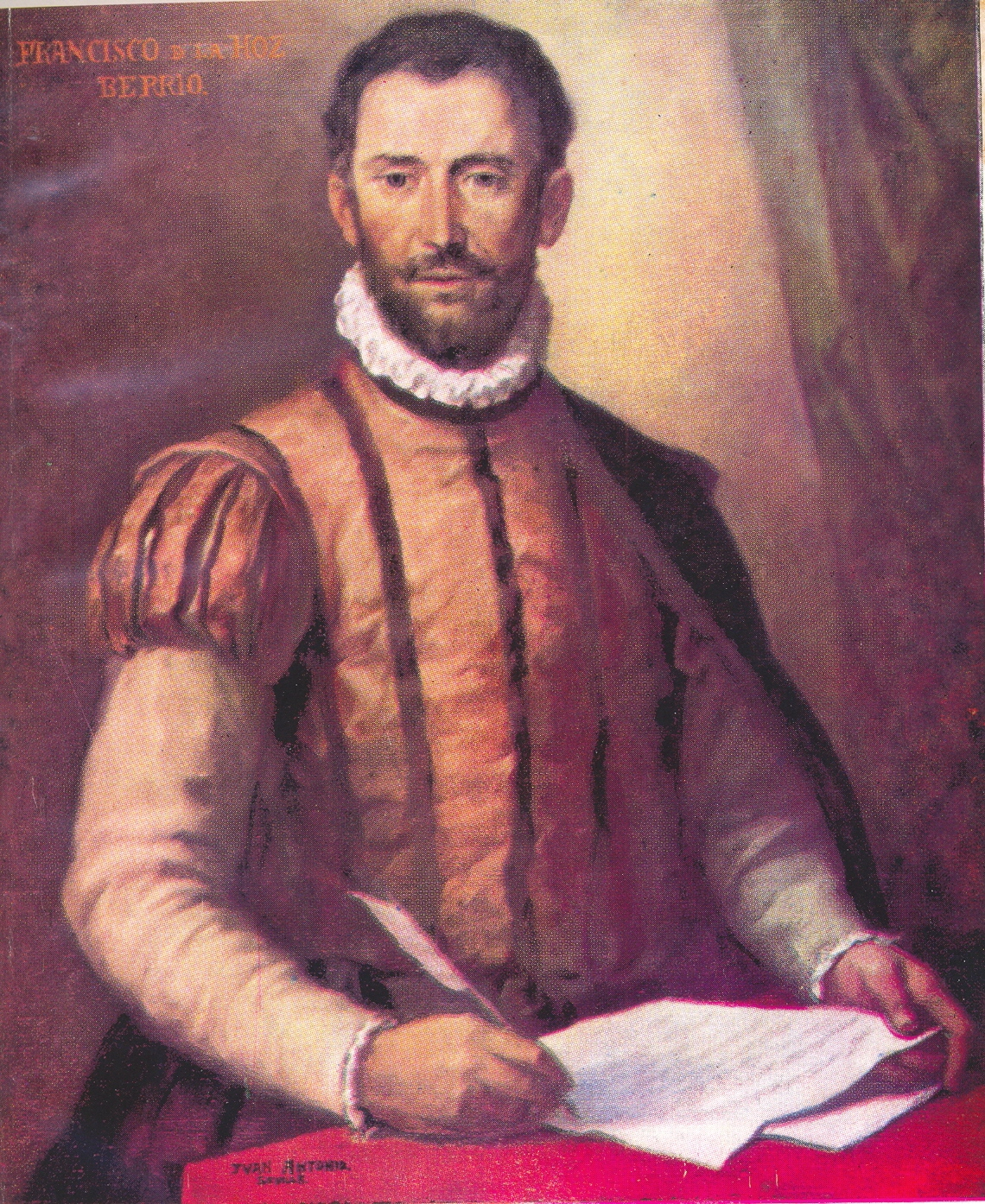
Don Francisco de la Hoz Berrio y Oruña, Fundador de Acarigua.

Algunos encomenderos en declaraciones hechas en 1625, ante el Obispo Gonzalo de Angulo aseguran que el mismo gobernador, formó parte en esta jornada de búsqueda, selección de las quince encomiendas originales, fundación y organización del pueblo de San Miguel del Valle de Acarigua.

### Segunda fundación y definitiva
En el lugar original de su fundación, entre la convergencia de los ríos Bocoy y Acarigua permanecerá este primitivo pueblo hasta 1625, año en que un ataque de indios hostiles, aparentemente Caribes, hará que se materialice su primera mudanza hacia el margen izquierdo del Río Acarigua. Finalmente en 1687 y debido a las constantes crecidas de esta corriente de agua que ocasionaban un estado de humedad perenne, se decide la mudanza al sitio que ocupa hasta la presente fecha, como ciudad briosa en el corazón del llano centro-occidental venezolano.

### SigloXVIIIysigloXIX
El siglo XVIII y la primera década del siglo XIX, fue para el Pueblo de Indios de San Miguel de Acarigua, un periodo de pleno crecimiento demográfico, económico, y de pleitos territoriales con los vecinos de la contigua Villa de Araure, que fue fundada como tal en el año de 1696; debido a que estos últimos veían con ambición, la posibilidad de poseer las tierras de labranza que cultivaban los pobladores cerca de las Galeras de Araure. Es así como interminables controversias jurídicas fueron elevadas a la Real Audiencia de Santo Domingo y posteriormente a la de Caracas, fallando estas siempre a favor de los afectados acarigueños.
En 1797, los araureños, deciden apoderarse de las tierras y sembradíos de la galera, por lo cual, el Cacique de Acarigua, y su Cura Doctrinero el doctor José María Luna, apelan ante el capitán general de Venezuela, Pedro de Carbonell Pinto Vigo y Correa, quien les otorga en compensación ejidal las Sabanas de Maratan, que colindaban con el Pueblo de Yujure o Turén.
1809, marca el último intento de expulsión, puesto que el vicario de Araure Pbro. Ramón Manuel Tirado, hace construir en la Sabana de Choro una iglesia rudimentaria de bahareque, con la finalidad de que allí se mudasen los habitantes de San Miguel de Acarigua, cosa a la que se oponen nuevamente los pobladores de aquel lugar.
La Guerra de Independencia, la Guerra Federal, y las sucesivas guerras civiles que azotaron a Venezuela a lo largo del siglo XIX; junto a las epidemias de Cólera, Fiebre Amarilla, Paludismo, y Gripe Española hicieron venir a menos esta austera urbe, desolándolo prácticamente. Toda esta serie de calamidades continuaron hasta el momento en que asume la presidencia el general Antonio Guzmán Blanco para 1877, quien destina al Cabildo de Acarigua recursos y asesoría técnica que le permitieran edificar un hospital, alumbrado público con aceite, una acequia, cinco aljibes, un mercado, un matadero, tenerías, y un cementerio alejado de la ciudad, además de crear una mejor planimetría urbana, con la que evitar la proliferación de enfermedades contagiosas.

### SigloXX

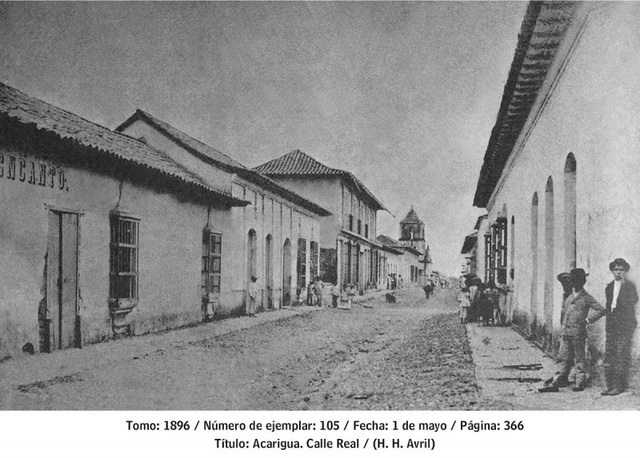
Acarigua, Calle Real 1896. Revista El Cojo Ilustrado. Caracas 1897.

En 1932 se filmaron en Acarigua algunas escenas para la película «Alma Llanera», dirigida por Amabilis Cordero con guion de Luis Peraza, largometraje que se estrenó en la inauguración de la Casa de la Cultura Carlos Gauna el 13 de junio de 1965. Hasta las primeras décadas del siglo XX, entre 1909 y 1937-1938, Acarigua fue la capital del estado, cuya sede de gobierno se situaba en el actual «Hotel Portuguesa», Avenida 33. Es de esta forma como llegaron los servicios básicos, la electricidad, la radio y hasta el cine.
En la década de 1950 que la ciudad se unió al área urbana de Araure conformando un eje homogéneo, con características comunes, pero conservando sin mayores modificaciones la división político-territorial de ambos municipios, en 1958 fue una de las principales ciudades que participaron en el movimiento cívico-militar que derrocó la dictadura del general Marcos Pérez Jiménez.
Acarigua logró su desarrollo a partir del año 1949 con la puesta en marcha del «Plan Nacional Arrocero», dirigido por el apureño Saverio Barbarito Echenique, primer presidente de la Corporación Venezolana de Fomento. Esta ha sido la ciudad que mayor crecimiento demográfico ha tenido después de Puerto Ordaz en los últimos 50 años. Al pasar los años, Acarigua se fue desarrollando y creciendo de forma vertiginosa.

### Actualidad
Acarigua se separó, en el 2002, de la diócesis de Guanare, conformando así la nueva diócesis de Acarigua-Araure, con obispo y catedral propios.
Por último, Acarigua goza de ser una de las principales ciudades del occidente de Venezuela con mayor producción e inversión en la actividad agrícola, ovina, cárnica, bovina, porcina; es también uno de los mayores productores en el país de arroz, caña de azúcar, maíz, ajonjolí, tomate y otros rubros, convirtiéndola en el granero del país.

### Demografía
El área de Acarigua cuenta con una población de 216 827 habitantes para el 2020 La expansión de su población la unió en la década de 1950 con la ciudad de Araure, formando un área metropolitana que en la actualidad tiene 395.417 habitantes. Posee una de las mejores zonas industriales del país, además cuenta con 12 universidades, tiene grandes proyecciones urbanísticas y de esparcimiento. La ciudad es considerada como la metrópolis del llano, ya que en esta se encuentra todo lo que hay en las grandes ciudades del país, pero a una escala menor.

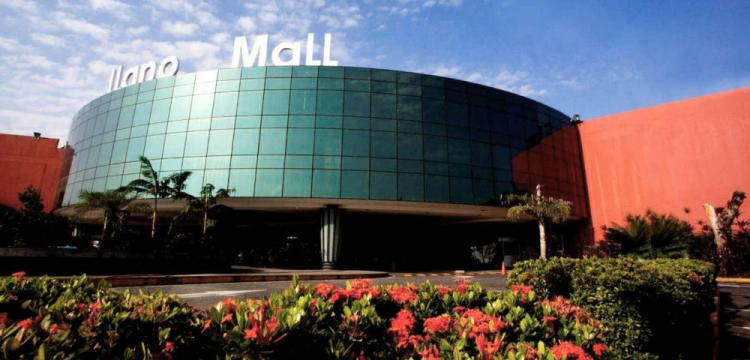
Llano Mall, Acarigua

La ciudad tiene una superficie de 175 km². Actualmente es la segunda ciudad más grande de la región centro-occidental, superada solo por Barquisimeto. Acarigua-Araure es el conglomerado urbanístico más desarrollada en la región Centro Occidental-Llanera. A escala nacional, está ubicada en el puesto número 11 de las ciudades con mayor población, incluso superando a Barinas.

### Área metropolitana
La ciudad de Acarigua ocupa la totalidad del municipio Páez y parte del municipio Araure, es una ciudad conformada por dos municipios autónomos, de personalidad jurídica dentro de los límites de la Constitución y la ley, esta ciudad ha evolucionado a un área metropolitana que aún no está constituida en una sola alcaldía o instancia pública.
Su crecimiento y unión con la vecina Araure fue debido al incremento de la población y la extensión del espacio geográfico de la ciudad, lo que hizo que estas dos urbes fueran unificadas por su crecimiento y consideradas un área metropolitana como tal, aunque no constituida de manera política.
Dicha área, es la 2° de mayor importancia en la Región Centro-Occidental, y la más importante dentro de la región llanera, tanto en población como a nivel económico, por ser considerada una metrópoli por los espacios e infraestructuras que en ella ya están presentes.

### Composición Etnográfica

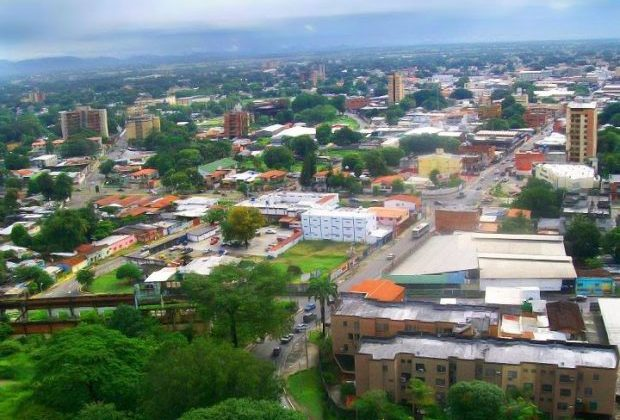
Panorámica de la ciudad

Su población es variada y diversa, existiendo una mezcla de diferentes etnias que se han presenciado desde hace muchos años atrás en la ciudad y en los espacios que ella ocupa.
Por ser una ciudad de gran importancia a nivel económico e industrial en la región a la que pertenece, ha atraído diferentes corrientes migratorias de diferentes partes del país que han diversificado su población (ampliamente mestiza) y han sumado a ella características particulares de cada una de las etnias que en ella se presentan.
La mayoría de la población es blanca y mestiza (95,0%), abarcando una minoría de negros y afrodescendientes (2,5%) y amerindios (1,5%).
Los grupos étnicos con los que se identificó la población de la ciudad fueron distribuidos de la siguiente manera;
- Blancos: 44,0%
- Mestizos: 51,0%
- Negros/Afrodescendientes: 2,5%
- Amerindios: 1,5%
- Otros: 1,0%

## Gobierno y Política
El Poder Ejecutivo le corresponde al alcalde, quien debe ser mayor de 25 años. Su período es de 4 años y es electo de forma directa por mayoría simple, pudiendo ser reelegido. El Poder Legislativo le corresponde al Concejo Municipal, conformado por concejales elegidos por el pueblo cada cuatro años.

### Alcaldes
| Período   | Alcalde                 | Partido Político | % de votos | Notas                                      |
| --------- | ----------------------- | ---------------- | ---------- | ------------------------------------------ |
| 1989-1992 | Tatiana Delgado de Niño | PCV              | 51,4       | Primera alcaldesa bajo elecciones directas |
| 1992-1995 | Pedro Zapata            | AD               | 31         | Segundo alcalde bajo elecciones directas   |
| 1995-2000 | Dimas Salcedo Nadal     | Independiente    | 37         | Tercer alcalde bajo elecciones directas    |
| 2000-2004 | Douglas Pérez           | MVR              | 29,21      | Cuarto alcalde bajo elecciones directas    |
| 2004-2008 | Zenaida Linares         | MVR              | 22,64      | Quinta alcaldesa bajo elecciones directas  |
| 2008-2013 | Efrén Pérez Urquiola    | PSUV             | 63,60      | Sexto alcalde bajo elecciones directas     |
| 2013-2017 | Efrén Pérez Urquiola    | PSUV             | 67,78      | Reelecto                                   |
| 2017-2021 | Efrén Pérez Urquiola    | PSUV             | 87,65      | Reelecto                                   |
| 2021-2025 | Rafael Torrealba        | PSUV             | 65,46      | Séptimo alcalde bajo elecciones directas   |

## Geografía
Acarigua está situada en la Región Centro Occidental de Venezuela, en el estado Portuguesa. Es capital del Municipio Páez, está emplazada a 190 m s. n. m. de altitud en el Piedemonte andino-llanero. Su punto más alto es el Cerro Negro a una altitud promedio entre 1.319 m s. n. m. y 1.330 m s. n. m. El principal curso de agua lo constituye el Río Acarigua, el cual es afluente del Río Portuguesa que pasa por el Oeste del municipio y sirve de límite con el Municipio Esteller.

### Hidrografía

#### Río Acarigua
Tiene una longitud de 80 metros, es casi considerado como una quebrada, está situada al oeste de Los Pelados y atraviesa una ubanización que posee su mismo nombre Es el principal afluente de la ciudad, cabe destacar que el río sufre de constantes inundaciones provocadas por las fuertes lluvias, cosa que afecta a las comunidades adyacentes al río.

#### Río Portuguesa
El Río Portuguesa, conocido también como Río La Portuguesa, es un río de Venezuela que recorre de oeste a este el territorio del Estado de Portuguesa y el sur del Estado Cojedes, dentro de la Región Centro Occidental. Se encuentra a las afuera de Acarigua y el río Acarigua es uno de sus tantos afluentes que posee el río. Su caudal permite la navegación de embarcaciones menores.

##### Caños y Quebradas Importantes
- Caño Durigua
- Caño Colorado
- Caño Canaguapo
- Caño Maratán
- Quebrada Paso Real
- Quebrada Curpa
- Quebrada Cambural
- Quebrada de Araure

### Orografía
En el límite con el Municipio Esteller, el suelo es profundo, de textura media, fertilidad media a alta, bien drenado. Al norte de la parroquia Pimpinela, el suelo es profundo, de textura pesada, de fertilidad media a alta. Desde el punto de vista taxonómico, el suelo es: Ustropets, Haplustalfs, Tropaquepts Arcilloso.

### Clima
Acarigua según la clasificación de Köppen se encuentra en la zona Clima tropical de sabana, se encuentra a190 m s. n. m. de altitud en el Piedemonte andino-llanero. 
| Parámetros climáticos promedio de Acarigua, Venezuela       | Parámetros climáticos promedio de Acarigua, Venezuela | Parámetros climáticos promedio de Acarigua, Venezuela | Parámetros climáticos promedio de Acarigua, Venezuela | Parámetros climáticos promedio de Acarigua, Venezuela | Parámetros climáticos promedio de Acarigua, Venezuela | Parámetros climáticos promedio de Acarigua, Venezuela | Parámetros climáticos promedio de Acarigua, Venezuela | Parámetros climáticos promedio de Acarigua, Venezuela | Parámetros climáticos promedio de Acarigua, Venezuela | Parámetros climáticos promedio de Acarigua, Venezuela | Parámetros climáticos promedio de Acarigua, Venezuela | Parámetros climáticos promedio de Acarigua, Venezuela | Parámetros climáticos promedio de Acarigua, Venezuela |
| Mes                                                         | Ene.                                                  | Feb.                                                  | Mar.                                                  | Abr.                                                  | May.                                                  | Jun.                                                  | Jul.                                                  | Ago.                                                  | Sep.                                                  | Oct.                                                  | Nov.                                                  | Dic.                                                  | Anual                                                 |
| ----------------------------------------------------------- | ----------------------------------------------------- | ----------------------------------------------------- | ----------------------------------------------------- | ----------------------------------------------------- | ----------------------------------------------------- | ----------------------------------------------------- | ----------------------------------------------------- | ----------------------------------------------------- | ----------------------------------------------------- | ----------------------------------------------------- | ----------------------------------------------------- | ----------------------------------------------------- | ----------------------------------------------------- |
| Temp. máx. media (°C)                                       | 32.9                                                  | 33.9                                                  | 33.9                                                  | 32.8                                                  | 31.1                                                  | 30.0                                                  | 30.0                                                  | 30.6                                                  | 31.1                                                  | 31.7                                                  | 32.2                                                  | 32.2                                                  | 31.9                                                  |
| Temp. mín. media (°C)                                       | 21.7                                                  | 22.8                                                  | 23.3                                                  | 23.3                                                  | 22.8                                                  | 21.7                                                  | 21.7                                                  | 21.7                                                  | 21.7                                                  | 21.7                                                  | 21.7                                                  | 21.7                                                  | 22.1                                                  |
| Precipitación total (mm)                                    | 5.1                                                   | 15.2                                                  | 25.4                                                  | 106.7                                                 | 193.0                                                 | 238.8                                                 | 218.4                                                 | 198.1                                                 | 162.6                                                 | 177.8                                                 | 111.8                                                 | 38.1                                                  | 1491.0                                                |
| Fuente: The Weather Channel Interactive, Inc. marzo de 2009 |                                                       |                                                       |                                                       |                                                       |                                                       |                                                       |                                                       |                                                       |                                                       |                                                       |                                                       |                                                       |                                                       |

### Riesgos naturales
Los terrenos del área funcional Acarigua están privilegiados ya que estos no sufren de riesgos naturales, he allí el lema; «Acarigua la Ciudad donde todo es Posible». Un estudio realizado por parte del colegio de Ingenieros de Venezuela determinó que los terrenos de Acarigua son excelentes para grandes construcciones, es decir la firmeza de los ejidos permite la consolidación de altos edificios o enormes centros comerciales. Especialmente en Acarigua, no existen montañas o desniveles en los terrenos como en Caracas lo cual facilita y economiza la construcción de obras de envergadura en la ciudad.

### Fauna

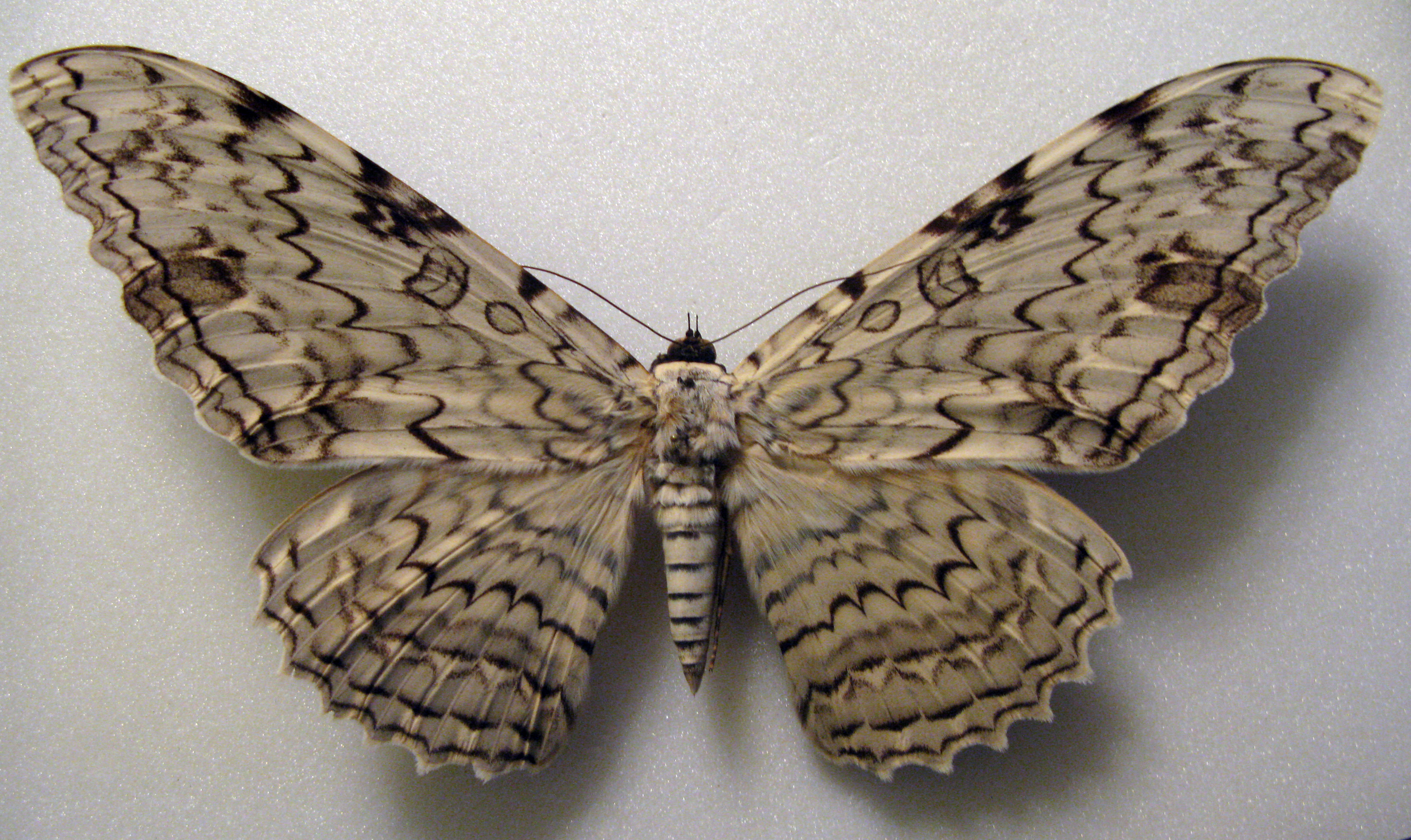
Thysania agrippina

La fauna está representada por: osos frontinos, jaguares, (ambas especies en riesgo de extinción), cachicamos, lapas, rabipelados, monos araguatos, venados, cunaguaros, pumas y osos meleros.La Thysania agrippina —la mariposa más grande del mundo con 32 cm de envergadura en alas— es el animal oficial de la ciudad que además habita en el Parque Curpa y el ABRAE Mittar (Parque Mittar Nakichenovich).

### Flora

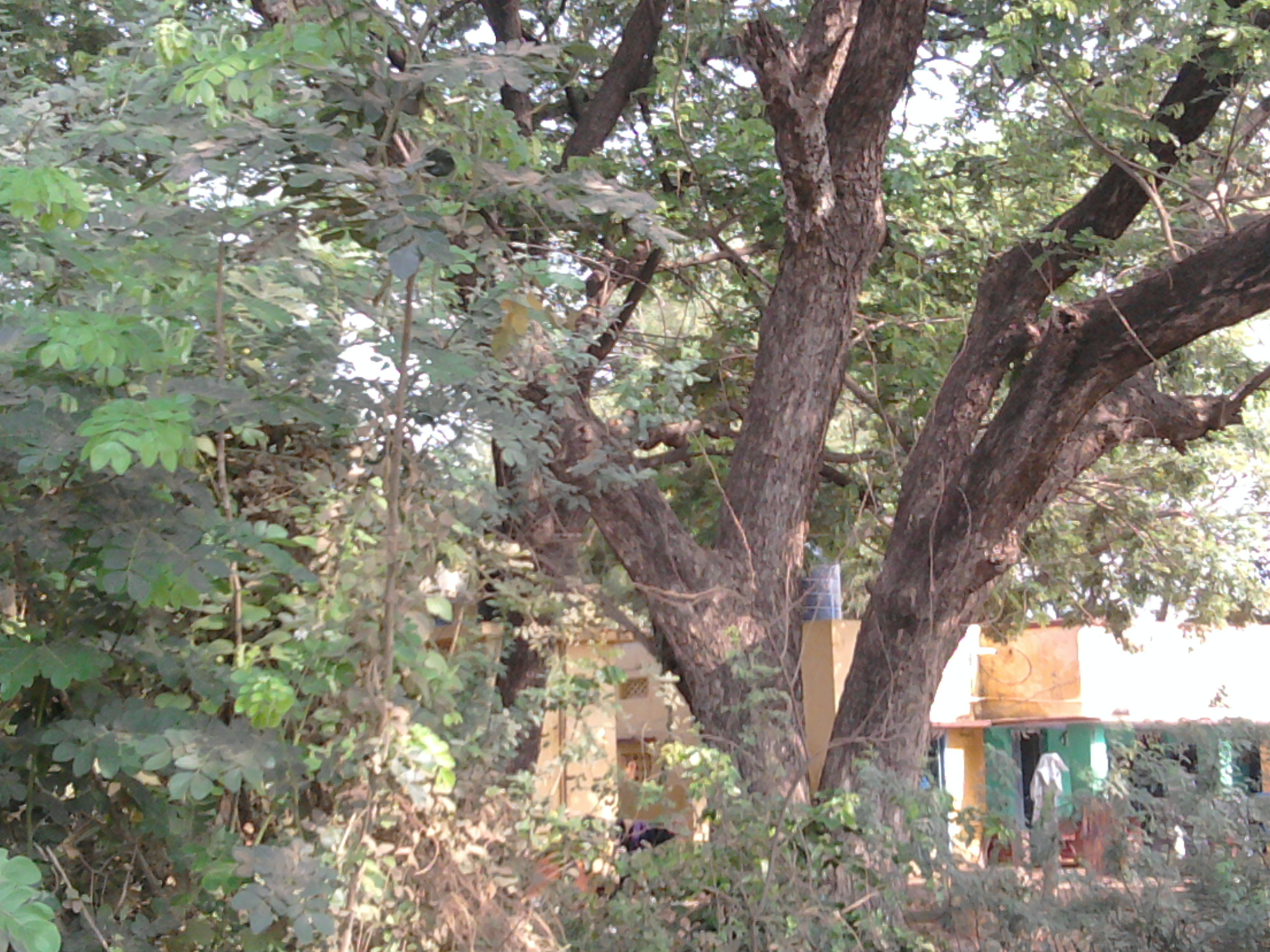
Samán, Árbol Representativo de la Ciudad

La vegetación dominante es la sabana, pero también se encuentran bosques de galería a lo largo de las curvas fluviales, y densas selvas en el piedemonte andino. Allí abundan las maderas finas que constituyen una importante fuente de riqueza, representadas por el chaparro, caoba, salvio, eucalipto, tecas y pinos.
El samán, Samanea saman, es el árbol emblemático de la ciudad de Acarigua.

### Zonas protegidas
- Parque Musiú Carmelo, ubicado al lado del Terminal de Pasajeros de Acarigua-Araure.
- Parque Mittar Nakichenovich.
- Balneario Sabanetica.
- Balneario El Mamón.
- Balneario Quebrada de Araure, conocido como «El Dique».
- Balneario Quebrada de Williams Rumbos, conocido como «La Loba».
- Parque Curpa, Conocido popularmente como el parque de José Antonio Páez lugar donde abundan árboles frondosos y un río que bordea el este de la ciudad, es también inmenso pulmón natural y referencia obligada para todos los acarigüeños.

## Economía
La ciudad de Acarigua es el centro poblacional con mayor crecimiento comercial del llano venezolano. Su economía es principalmente agroindustrial. Se emplazan industrias procesadoras de arroz, maíz, sorgo y ajonjolí, aceite, contando con silos, plantas desmotadoras de algodón, un central azucarero, tenerías y plantas procesadoras de leche. En Acarigua las industrias han aumentado, especialmente en el ramo azucarero, y de plantas beneficiadoras de arroz.
En la economía destaca la cría extensiva del ganado vacuno. La agricultura se basa en el cultivo de arroz, maíz, ajonjolí (sésamo), caña de azúcar y tabaco, favorecida por la extensión de sistemas de riego y la red caminera. Desde 1952 se percibe un importante crecimiento agrícola tras el establecimiento de agricultores europeos y venezolanos en la Unidad Agrícola de Turén, atraídos por el Plan Arrocero de la Corporación Venezolana de Fomento. Recientemente la actividad turística está tomando importancia en la economía estadal.

## Infraestructuras
La ciudad, al poseer una buena posición geográfica, representa un nudo de las comunicaciones regionales. Está conectada por ferrocarril con Barquisimeto y Puerto Cabello y al sistema vial nacional mediante la autopista José Antonio Páez. Existe una decena de empresas que operan el transporte público urbano basado en buses pequeños llamados «Busetas». Acarigua cuenta con el Aeropuerto Gral. Bgda. Oswaldo Guevara Mujica, que anteriormente mantenía vuelos regulares hacia la ciudad de Caracas y actualmente es solo para uso de aviones privados y militares. Conitiene múltiples edificaciones como esculturas, centros comerciales, plazas, entre otros.

### Vialidad y transporte

#### Avenidas
- Avenida Libertador y Avenida Alianza (principales vías comerciales de la ciudad)
- Avenida Los Agricultores
- Avenida Los Pioneros
- Avenida 13 de Junio (Las Lágrimas)
- Avenida 5 de diciembre
- Avenida Rómulo Gallegos
- Avenida Gonzalo Barrios
- Avenida Eduardo Chollet
- Avenida Rotaria
- Avenida 34 (Avenida Principal de La Goajira)
- Avenida Pedro Camejo «Negro Primero»
- Avenida Circunvalación Sur
- Avenida Circunvalación Este
- Avenida Doctor Rafael Caldera (Actualmente renombrada -aunque sin cambios infraestructurales- en el año 2013 por Nicolás Maduro como «Avenida Bicentenaria»)
- Avenida Andrés Eloy Blanco
- Avenida 41 (Avenida de las industrias)
- Avenida Trino Meleán
- Avenida José Antonio Páez
- Avenida Vencedores de Araure
- Avenida Venezuela
- Avenida Altamira[4]

#### Autopistas
- Autopista José Antonio Páez (principal acceso a la ciudad)
- Autopista Acarigua-Barquisimeto

#### Carreteras y Vías
- Carretera Mijagüito-Turén
- Carretera a Payara-Cojeditos

- Acarigua – Píritu – Villa Bruzual
- Acarigua – Payara – Chispa – Pimpinela
- Acarigua – Mijagüito – La Misión y Acarigua – Maratán – Los Puertos
- Troncal 5[4]

#### Distancias
Caracas a 335 km, Guanare a 91 km, Barquisimeto a 80 km, Barinas a 180 km, Valencia a 183 km, Maracaibo a 405 km, San Cristóbal a 500 km, Puerto La Cruz a 609 km, Ciudad Bolívar a 724 km.

### Sistema Ferroviario Centro Occidental (Venezuela)

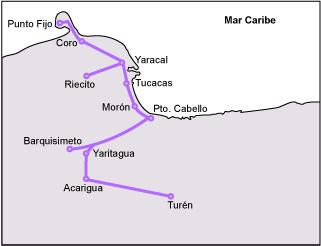
Sistema Ferroviaria Centro-Occidental.

La Región Centro - Occidental del país tiene indudables ventajas comparativas tanto a escala nacional como internacional, por las grandes potencialidades de producción agropecuaria y por contar con un sistema base de transporte ferroviario conectado al terminal marítimo de Puerto Cabello, Forma Parte del Sistema Ferroviario Nacional de Venezuela

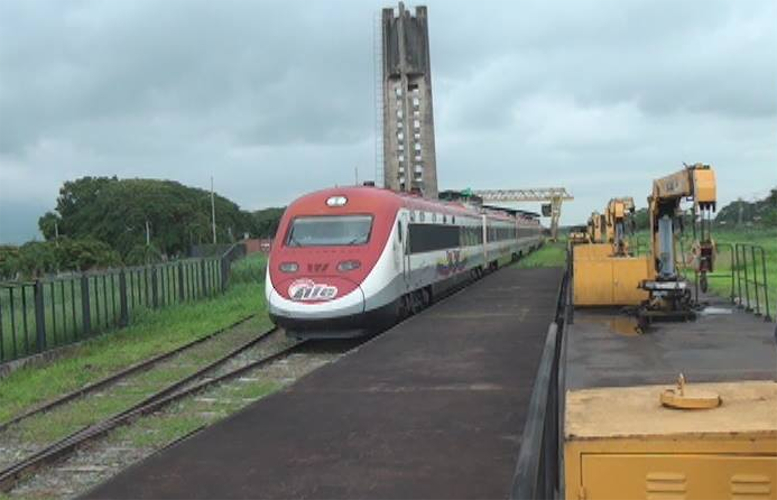
Sistema Ferroviario Centro-Occidente

El tramo que trasita por Acariua se denomina " Yaritagua - Acarigua - Turén-  La competitividad entre los diferentes modos de transporte, así como las crecientes exigencias del mercado en cuanto a mayor calidad del servicio y menores costos, exige que las empresas ferroviarias se adecuen a los nuevos tiempos. Por lo tanto, es de vital importancia rehabilitar este tramo (en operación desde 1985), el cual se ha venido degradando a través de los años, debido a la falta de mantenimiento tanto de la vía férrea como del material rodante. Con la rehabilitación se ofrecerá a los clientes un buen servicio de transporte, captando así mayores mercados y de esta manera obtener una buena rentabilidad operativa. Actualmente el tramo Yaritagua - Acarigua se encuentra en operación y falta por concluir el sector Acarigua - Turén, previsto según el IAFE para diciembre de 2007.

### La Espiga

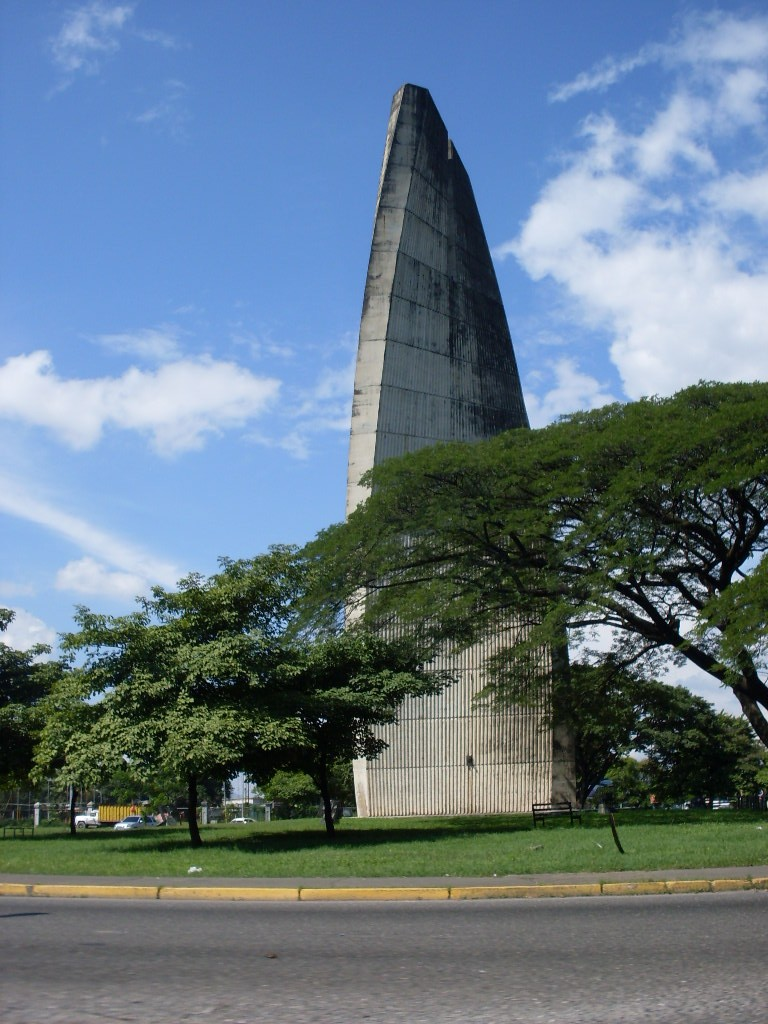
403.993x403.993px

El monumento a la agricultura nacional, llamado «Monumento La Espiga», se encuentra ubicado en una redoma muy cerca de la entrada a la ciudad. Es el símbolo representativo del Estado Portuguesa, además es una de las esculturas monumentales más altas de Venezuela y América. La Espiga dignifica a la ciudad de Acarigua como la capital económica del Estado Portuguesa debido al crecimiento urbano y la gran cantidad de alimentos que las empresas procesan.
Esta escultura fue diseñada por el arquitecto Gustavo Legorburu (padre) en el año 1980 y su cálculo estructural fue realizado por el ingeniero Henrique Arnal. Esta obra se construyó con la visión de llegar a ser la escultura más alta de América. El monumento semeja un racimo de plantas con una rotación de 90° en su desarrollo de 40 m de altura, de hecho, el proyecto original de la obra conlleva una «rosa» o «espiga» en la ranura superior central en forma de «V», que le aporta 30 metros a la estructura, constando de un diseño arquitectónico de 70 m de altura, superando a las esculturas más altas de América como son: la Virgen de la Paz en Trujillo y la Estatua de la Libertad de Nueva York.

### Parque Curpa
A diez minutos del centro de Acarigua, en la carretera que conduce a la zona este de la ciudad, se encuentra el Parque Curpa, lugar donde nació el general José Antonio Páez, héroe de la guerra de Independencia de Venezuela. Fue inaugurado y declarado sitio histórico el 6 de mayo de 1973, con motivo de conmemorarse el centenario de su muerte.
Dentro del parque fue construido el Museo José Antonio Páez, el cual consta de: sala de exposiciones con un gigantesco mural que muestra la vida del prócer. Además se pueden conocer muchas de las pertenencias y documentos de este, que contiene la biblioteca.

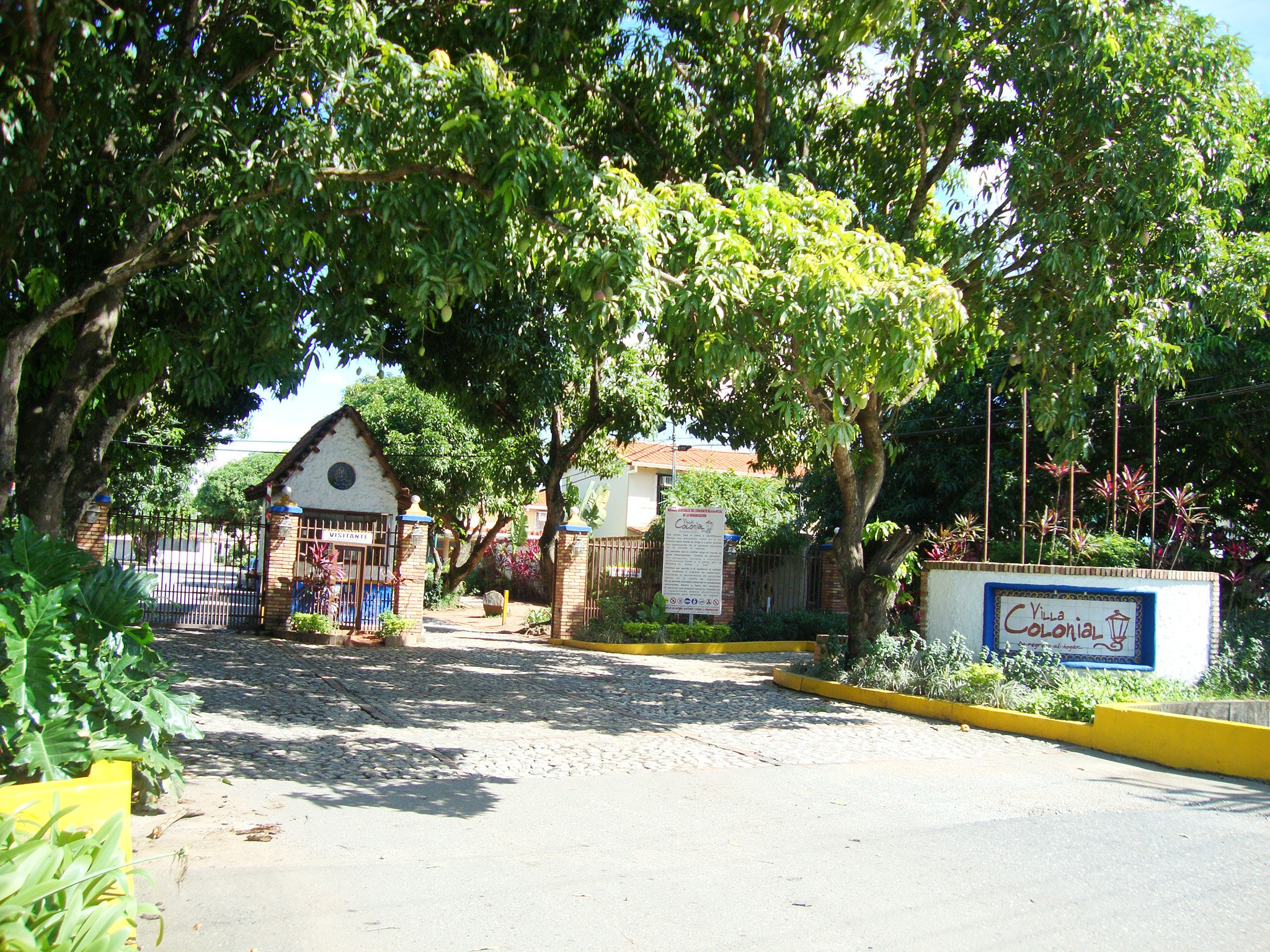
Villa Colonial, Araure

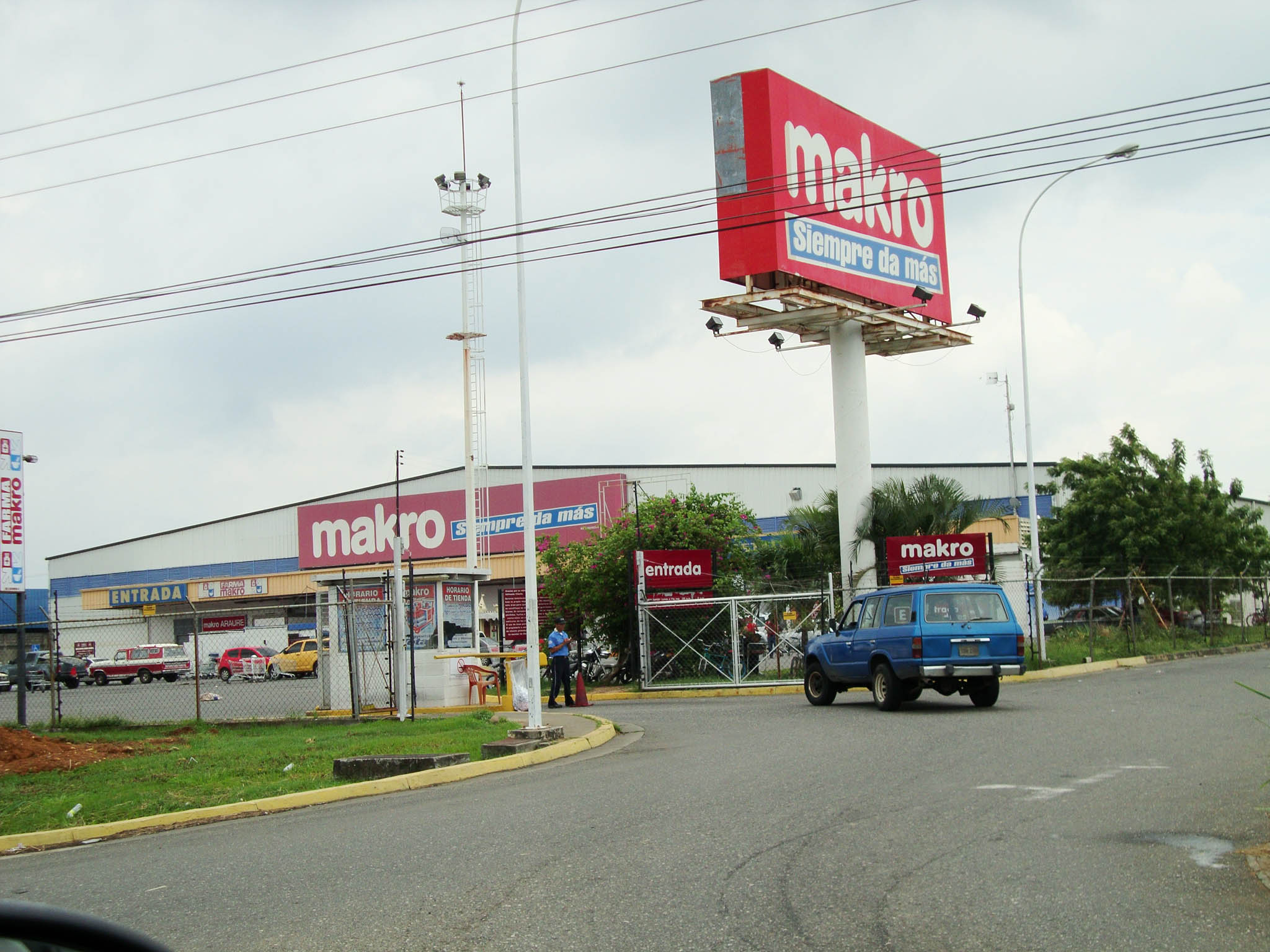
Tiendas Makro, Araure

El parque lo forman unas 70 hectáreas de terreno llano y vegetación formada por árboles y arbustos. A la entrada del museo puede apreciarse la avenida que conduce a la estatua ecuestre del General Páez. A pocos metros de la estatua se ubica el sitio donde se afirma nació el general.
Asimismo se puede llegar a un riachuelo que nace allí, que se presume era sitio predilecto del prócer en sus primeros años de vida. En la entrada del parque, en la parte derecha, se encuentra una laguna artificial y también dispone de un parque infantil, cafetín y algunas caminarías. Este lugar es considerando el pulmón verde de Acarigua. Además es sede de los Comandos Rurales, Destacamento n.º 49, de la Guardia Nacional, entidad encargada del resguardo, protección y custodia del parque.

#### Otros parques
- Parque Musiú Carmelo (futuro Zoológico de Acarigua).
- Parque-Zoológico «Mano» Nerio Duin Anzola.
- Parque Raúl Leoni.
- Parque Mittar Nakichenovich.
- Parque Recreativo Acarigua I.
- Parque Algarrobo sede de Indera-Municipio Páez.

### Patrimonio
- Plaza Bolívar (Entre Av. Alianza y Av. Libertador).
- Boulevard San Roque (Av. Libertador)
- Plaza Andrés Eloy Blanco.
- Plaza José Antonio Páez.
- Plazoleta Alcaldía del Municipio Páez.
- Plaza Bolívar de la Escuela Técnica Industrial, «Simón Bolívar» de Acarigua.
- Plaza Nuestra Señora de la Corteza (conocida como Plaza La Burrita).
- Plazoleta de la Urb. Fundación Mendoza.
- Plaza El Indio.
- Plaza 5 de diciembre.
- Plaza Las Madres.
- Paseo Metropolitano César González «Gonzalito».
- Plaza Páez - (Parque Curpa).
- Plaza Rotary Internacional (Urb. La Goajira)

## Cultura

### Orquesta Sinfónica de Acarigua - Araure
Dirigida por Roberto Zambrano, esta institución es protagonista de grandes eventos como los Encuentros Internacionales De Músicos hechos en la ciudad, así como diversos seminarios nacionales con la grata participación de grandes músicos y jóvenes promesas de la dirección orquestal, ha tenido problemas en cuanto a sede oficial aunque se está en discusión la sede de la misma, mantiene alrededor de más de 180 niños albergados en sus instalaciones, posee una espléndida fila de cuerdas, vientos maderas, metales y percusión a su vez un gran número de personas en sus programas de educación especial y el coro tanto juvenil como infantil.

### Centro de Bellas Artes «Dr. Pablo Herrera Campins»
Desde 1990 esta institución de formación integral para las artes ha venido desempeñando una labor en la formación musical exaltando nuestro folclor, así mismo en las artes escénicas, Danza, Artes Plásticas, impartiendo estudios a niños, jóvenes y adultos, cumpliendo así con la instrucción cultural y educativa dentro del sistema educativo venezolano.

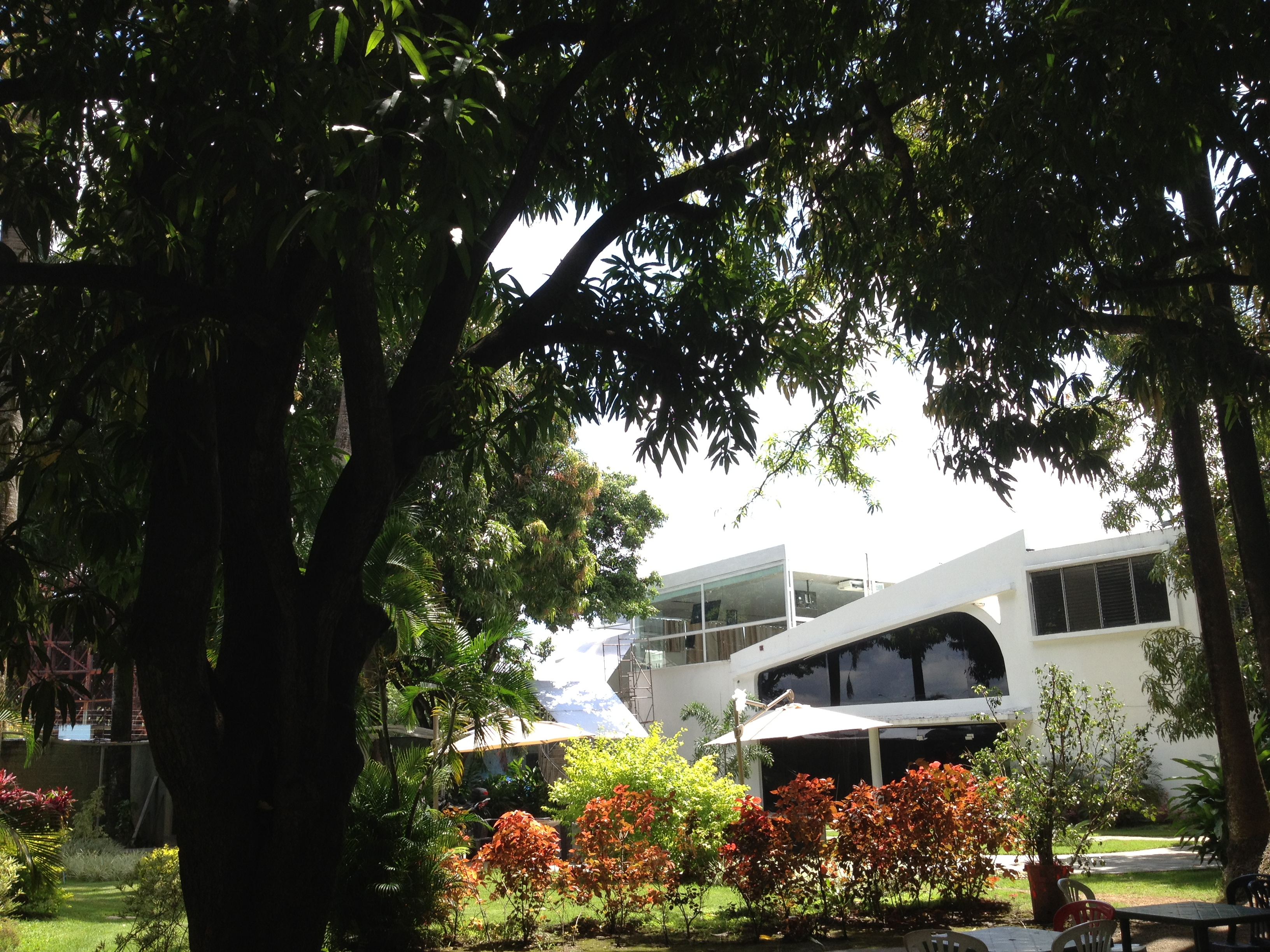
Museo de Arte de Acarigua

### Museos
- Museo de Arte Acarigua - Araure (MAAA)
- Museo José Antonio Páez

### Instalaciones culturales
- Casa de la Cultura Carlos Gauna
- Orquesta Sinfónica Juvenil Acarigua-Araure
- Centro de Bellas Artes «Dr. Pablo Herrera Campins»

### Festividades y eventos
Las tradiciones llaneras están muy relacionadas entre sí, entre ellas se pueden mencionar: Los Carnavales Turísticos del Municipio Páez con sus fabulosas carrozas y presentación de artistas regionales, nacionales e internacionales, las Navidades en Acarigua resultan ser de gran atractivo con la decoración del monumento La Espiga, en la que es bordeada con luces de Navidad en forma de Bandera de Venezuela y el árbol “Samán” ubicado al lado de la misma es envuelto con lucecitas de Navidad para el disfrute de los foráneos y visitantes, por otra parte está la celebración del cumpleaños de la ciudad cada 29 de septiembre y su «Encendido de Árbol», así como también «El Pesebre» y «La Cruz de Mayo», las retretas en las plazas, el «Baile de los Santos Inocentes» cada 28 de diciembre. De la misma manera se celebra el 13 de junio día de San Antonio, en casa de la familia Goyo Ramírez en Barrio Ajuro, aunado al Desfile Cívico del en honor al Natalicio de José Antonio Páez Herrera, «Cabalgatas», «Tardes de Toros Coleados», «Amaneceres Llaneros», entre otros. El Joropo Llanero, es el baile que acompaña la música típica de Portuguesa. Al ritmo del Arpa, el Cuatro y las Maracas, la parejas zapatean, mientras realizan sincronizados giros que simbolizan el sutil coqueteo de la mujer y el galanteo y caballerosidad del hombre, junto al desafiante espíritu del Llanero Venezolano.
Entre los juegos tradicionales acarigüeños se encuentran las rondas del «Juego de la Gallinita Ciega», «El Gato y el Ratón», «El Gallo y la Gallina», «El Arroz con Leche», «La Tómbola», «La Carretilla», «El Escondite», «El Fusilado», «La Zaranda», «Palito Mantequillero». Y los Juegos de Mano como los «Trompos», «Metras» (Canicas), «Perinolas», «Gurrufíos», «Papagayos», «La Vieja», «El Avión», «Bolas Criollas» 

## Símbolos

### Bandera
La bandera fue creada según Decreto N.º 22 del 29 de septiembre de 1998. La del Municipio Páez del estado Portuguesa es de forma rectangular, formada por los colores rojo y negro, en franjas iguales y horizontales, el rectángulo superior lleva una figura o silueta ecuestre color blanco del General en Jefe; José Antonio Páez, en el extremo de la franja roja. Los colores de la bandera tienen sus respectivos significados, el rojo, es la sangre derramada por nuestros libertadores y el color negro es la fertilidad y la frondosidad de la tierra acarigüeña, representación del desarrollo económico. Por consiguiente la bandera debe enarbolarse:
- En el edificio sede de los Órganos del Gobierno Municipal, durante sesiones del Concejo.
- En las oficinas Públicas Nacionales o Municipales con sede en el Municipio Páez, los días declarados de Fiesta Nacional, Estatal o Municipal.
- En todos los Institutos Educacionales ubicados en el Municipio y los días de labor.

### Escudo
El primer cronista de Acarigua, Rafael Rodríguez Heredia, fue quien se encargó de marcar la pauta para el escudo de armas. En algunos archivos del Concejo de Páez aparece como un obsequio a los acarigueños, en el 370º aniversario de la fundación de la ciudad. Según la interpretación histórica del Escudo, el cacique aparece en porción diestra con macana y flecha que recuerda al cacique Acarigua, quien regía una tribu de indígenas Caquetíos y Cuibas cuyo nombre de la tribu deriva del vocablo aborigen Akare-gua que significa akare: Caimán, gua: Agua (caimán del agua) estos indios eran residentes en las tierras donde está hoy la ciudad. Este por su alta condición de jefe aparece en el escudo llevando diademas de plumas y vistosos collares. A su vez, La figura que aparece en el cantón siniestro del jefe es un trozo de madera coronado por una estrella de oro que recuerda la supuesta aparición de la Virgen de La Corteza, venerada en la ciudad y que fue ínfimamente robada sin que hasta ahora haya sido recuperada. Por otra parte, en el cantón siniestro de la punta aparece un cordón franciscano blanco, un sombrero negro de anchas alas y un palo labrado en la forma en que los usaban los misioneros.

### Himno
Llamado Cantón de Acarigua, la letra y música fue compuesta por el Lcdo. Arturo González Sanoja, orquestado por Valores Freites y Roberto Zambrano. El Himno Municipal de Páez fue creado según Decreto N.º 22 y entró en vigencia el 29 de septiembre de 1998. La letra del canto a la ciudad se inspira en el ejemplo de Acarigua, al ser un lugar donde abunda la creatividad, se inspira en el héroe José Antonio Páez, creador de la primera Constitución Nacional.

### Salud
La ciudad está conectada con el Servicio Integrado de Emergencias 171, que se encarga de prestar ayuda telefónica y comunicar al ciudadano con los principales cuerpos de auxilio y seguridad.
Centros asistenciales públicos:
- Hospital Universitario Dr. Jesús María Casal Ramos
- IVSS Centro Materno-Infantil Dr. José Gregorio Hernández
- Unidad Dr. Leopoldo Olmos, Cruz Roja Venezolana
- Hospital Materno Infantil de Araure[4]

### Educación
Acarigua cuenta con 25 unidades educativas de secundaria, diversos institutos de educación superior y entes culturales atendiendo a la ciudad, así como a poblaciones cercanas.

## Gastronomía
Los platos típicos más emblemáticos de Acarigua son las, «Arepas de Maíz Pilado», «Las Arepas de Chicharrón», «El Cochino Frito», «Las Mandocas o Roquillas rellenas de Queso Llanero», las «Cachapas de Jojoto con Queso de Mano», el «Mondongo», el «Hervido de Res, de Gallina o de ambos conocido comúnmente como “El Cruzado”», «El Pabellón Criollo», «Las Caraotas con Chicharrones», «El Asado de Venado o Conejo», «La Carne en Vara»; y durante la Semana Santa, «Pastel de Morrcoy», «Chigüire» y «Pescado Salado». Entre los dulces más populares se encuentra el «Coquito», la «Arepita Dulce», el «Pan de Horno», el «Dulce de Leche», «El Dulce de Lechosa», «La Cocada», «La Conserva de Coco», la «Jalea de Mango Verde», «El Dulce de Mango», «El Dulce de Mamón» y muchos otros. Entre las bebidas típicas encontramos «La Chica de Maíz», «El Jugo de Papelón con Limón», «El Jugo de Naranja», «El Jugo de Lechosa», «El Jugo de Mango», «Guarapo de caña de azúcar», entre otros.

## Medios de comunicación

### Prensa
- Diario Ultima Hora
- El Regional

### Televisión
Acarigua es sede de Portuguesa Televisión que emite señal en VHF para todo el estado Portuguesa por el canal 13, y también de Universal Televisión que transmite programaciones a través del canal 45 UHF.
En la ciudad se recibe la señal de las principales cadenas televisivas del país, tales como Venevisión, Televen, Venezolana de Televisión, Promar TV y ViVe.
Siguaraya TV es una televisora comunitaria con cobertura principal hacia la zona sur de la ciudad.

## Deporte
El club de fútbol de la localidad es el Portuguesa Fútbol Club, que disputa sus partidos como local en el Estadio José Antonio Páez.

### Instalaciones deportivas
Las instalaciones deportivas más resaltantes de la ciudad son:
- Estadio José Antonio Páez Sede del Portuguesa FC.
- Estadio Bachiller Julio Hernández Molina.
- Gimnasio Cubierto Wilbaldo Zabaleta.
- Cancha Techada 19 de Abril de la Urb. La Goajira.

### Pastora de los Llanos
El Pastora de los Llanos fue un equipo de expansión de la liga de béisbol profesional venezolano, primero en la Región Zuliana, y desde la temporada 1995-1996 se muda a los Llanos, con sede en el Estadio Bachiller Julio Hernández Molina de la ciudad de Araure, estado Portuguesa. En 2007 la directiva de Pastora de Los Llanos, encabezada por su presidente Tobías Carrero Nácar, solicitar el cambio para la Isla de Margarita, lo que fue aprobado por unanimidad en la Convención de LVBP.